# Demitz-Thumitz
Demitz-Thumitz è un comune di 2.944 abitanti della Sassonia, in Germania.
Appartiene al circondario (Landkreis) di Bautzen (targa BZ).